# Jerzy Pniewski

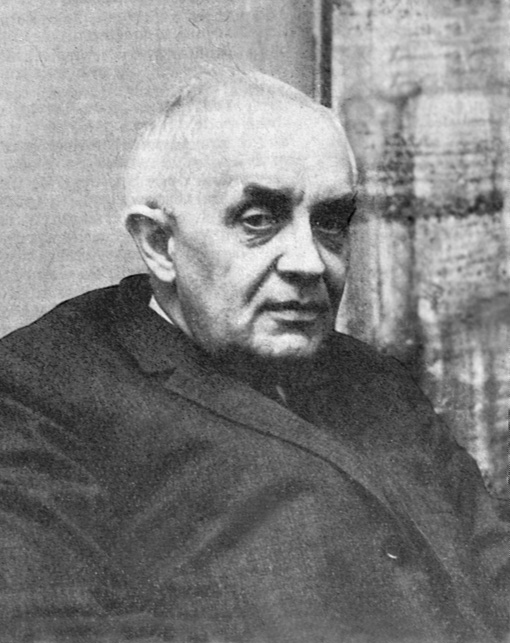
Jerzy Pniewski 1967

Jerzy Pniewski (* 1. Juni 1913 in Płock; † 16. Juni 1989 in Warschau) war ein polnischer Experimentalphysiker, der sich mit Kern- und Hochenergiephysik befasste. Er entdeckte 1952 mit Marian Danysz Hyperkerne und 1962 Isomere Hyperkerne.
Pniewski war der Sohn eines Gymnasiallehrers und studierte Mathematik und danach Physik an der Universität Warschau. Anfangs arbeitete er über Molekül-Optik. 1948 bis 1950 war er in Liverpool, wo er sich mit Beta-Spektroskopie befasste und nach der Rückkehr nach Warschau 1951 darüber promovierte. 1952 begann seine enge Zusammenarbeit mit Danysz – beide studierten kosmische Strahlung mit Kernemulsionen. Im selben Jahr entdeckten sie dabei Hyperkerne, was sie sofort brieflich Cecil Powell (bei dem Danysz vorher in Bristol war) und Werner Heisenberg (über Klaus Gottstein) mitteilten. Inzwischen hatte auch die Powell-Gruppe in alten Messergebnissen ein ähnliches Ereignis entdeckt und die Ergebnisse der polnischen und britischen Physiker wurden März 1953 in Philosophical Magazine veröffentlicht. Pniewski wurde Professor an der Universität Warschau und war dort 1953 bis 1958 und 1962 bis 1975 Direktor des Instituts für Experimentalphysik und 1975 bis 1981 Dekan der Physikfakultät.
Er war seit 1964 korrespondierendes und seit 1971 ordentliches Mitglied der Polnischen Akademie der Wissenschaften, Ehrendoktor der Universitäten von Lyon und Heidelberg und Mitglied der Heidelberger Akademie der Wissenschaften. 1969 erhielt er die Marian-Smoluchowski-Medaille.